# Campionati europei di duathlon long distance del 2017
I Campionati europei di duathlon long distance del 2017 (VI edizione) si sono tenuti a Sankt Wendel in Belgio, in data 21 maggio 2017.
Tra gli uomini ha vinto il tedesco Felix Köhler, mentre la gara femminile è andata alla britannica Emma Pooley.

## Risultati

### Élite uomini
| Pos. | Atleta                    | Paese       | Corsa    | Bici     | Corsa    | Totale   |
| ---- | ------------------------- | ----------- | -------- | -------- | -------- | -------- |
|      | Felix Köhler              | Germania    | 00:35:40 | 01:41:53 | 00:38:13 | 02:58:28 |
|      | Søren Bystrup             | Danimarca   | 00:36:42 | 01:39:34 | 00:40:17 | 02:59:04 |
|      | Benjamin Choquert         | Francia     | 00:34:44 | 01:47:31 | 00:35:15 | 02:59:51 |
| 4    | Seppe Odeyn               | Belgio      | 00:36:38 | 01:42:15 | 00:39:58 | 03:01:19 |
| 5    | Fabian Zehnder            | Svizzera    | 00:36:21 | 01:42:26 | 00:41:09 | 03:02:23 |
| 6    | Anthony Le Duey           | Francia     | 00:36:42 | 01:42:13 | 00:41:44 | 03:03:05 |
| 7    | Thibault Le Cras          | Francia     | 00:36:32 | 01:43:35 | 00:41:13 | 03:04:03 |
| 8    | Glen Laurens              | Belgio      | 00:36:37 | 01:45:21 | 00:39:46 | 03:04:15 |
| 9    | Massimo Cigana            | Italia      | 00:40:07 | 01:43:35 | 00:40:57 | 03:07:23 |
| 10   | Marc Widmer               | Svizzera    | 00:38:20 | 01:44:38 | 00:42:51 | 03:08:38 |
| 11   | Fernando Barroso Gonzalez | Spagna      | 00:37:31 | 01:47:12 | 00:41:15 | 03:08:39 |
| 12   | Krzysztof Hadas           | Polonia     | 00:36:21 | 01:47:33 | 00:42:40 | 03:09:32 |
| 13   | Kasper Laumann Hartlev    | Danimarca   | 00:37:20 | 01:52:24 | 00:38:47 | 03:11:15 |
| 14   | Julian Lings              | Regno Unito | 00:36:38 | 01:49:02 | 00:43:03 | 03:11:27 |
| 15   | Ben Price                 | Regno Unito | 00:36:40 | 01:49:55 | 00:42:23 | 03:11:36 |
| 16   | Jerome Ewen               | Lussemburgo | 00:38:19 | 01:47:06 | 00:44:46 | 03:12:45 |
| 17   | Moussa Karich             | Brunei      | 00:34:44 | 01:52:51 | 00:43:12 | 03:13:23 |
| 18   | Andreas Kälin             | Svizzera    | 00:38:20 | 01:49:33 | 00:42:57 | 03:13:34 |
| 19   | Tibor Gijssen             | Paesi Bassi | 00:39:40 | 01:47:33 | 00:45:56 | 03:15:56 |
| 20   | Peter Ellis               | Regno Unito | 00:39:26 | 01:45:58 | 00:47:41 | 03:16:01 |
| 21   | Grigoris Skoularikis      | Grecia      | 00:39:28 | 01:52:45 | 00:45:27 | 03:20:48 |
| 22   | Andreas Theobald          | Germania    | 00:37:48 | 01:54:37 | 00:47:41 | 03:22:40 |
| 23   | Adam Kuśka                | Polonia     | 00:43:50 | 02:01:58 | 00:55:08 | 03:43:22 |
| 24   | Ruben Rodriguez Herrero   | Spagna      | 00:44:39 | 02:03:28 | 01:18:53 | 04:11:27 |

### Élite donne
| Pos. | Atleta             | Paese       | Corsa    | Bici     | Corsa    | Totale   |
| ---- | ------------------ | ----------- | -------- | -------- | -------- | -------- |
|      | Emma Pooley        | Regno Unito | 00:40:06 | 01:53:00 | 00:43:05 | 03:19:48 |
|      | Laura Zimmermann   | Germania    | 00:42:40 | 01:58:07 | 00:45:19 | 03:28:49 |
|      | Sandrina Illes     | Austria     | 00:40:05 | 02:00:25 | 00:46:14 | 03:29:55 |
| 4    | Nina Brenn         | Svizzera    | 00:43:32 | 01:57:17 | 00:47:11 | 03:30:56 |
| 5    | Miriam Van Reijen  | Paesi Bassi | 00:41:30 | 02:03:23 | 00:43:08 | 03:31:44 |
| 6    | Sabrina Monmarteau | Francia     | 00:43:05 | 01:59:12 | 00:47:17 | 03:32:24 |
| 7    | Katrin Esefeld     | Germania    | 00:43:19 | 01:59:26 | 00:48:25 | 03:34:09 |
| 8    | Kristina Lapinova  | Slovacchia  | 00:43:04 | 02:00:54 | 00:48:28 | 03:35:25 |
| 9    | Katharina Wolff    | Germania    | 00:43:15 | 02:01:51 | 00:48:09 | 03:36:05 |
| 10   | Dionne Allen       | Regno Unito | 00:41:36 | 02:12:00 | 00:46:27 | 03:43:16 |
| 11   | Deborah Ghyselen   | Belgio      | 00:45:49 | 02:03:39 | 00:51:43 | 03:44:35 |